# Yves Mattagne
Yves Mattagne, né le 2 mars 1963 à Etterbeek, est un chef belge.

## Biographie

### Début de carrière
En 1971, Yves Mattagne découvre l’industrie hôtelière à l’hôtel-pension Les Pingouins sur la côte belge. Mattagne a commencé sa carrière après son service militaire à l’hôtel Brussels Hilton, après quoi il est devenu chef du restaurant gastronomique de l’hôtel de la chaîne à l’aéroport de Gatwick. Il revient ensuite en Belgique, dans L’Orangerie de Michel Beyls. Il travaille ensuite pendant huit mois dans le restaurant parisien de Jacques Le Divellec.

### Sea Grill
En janvier 1990, il ouvre le Sea Grill. En 1991, il reçoit sa première étoile Michelin, et en 1997, il obtient sa seconde étoile. Pendant des années, il a eu l’ambition d’une troisième étoile Michelin, mais elle ne lui a pas encore été décernée. En septembre 2011, l’ancien inspecteur en chef de Michelin Benelux révélait pourquoi il ne pouvait décerner une troisième étoile ; le restaurant n’est pas mentionné par son nom, mais pour les connaisseurs, il est clair que c’est le restaurant auquel elle revient.
En 2005, Mattagne a soutenu Christian Lohse (de) dans la phase de démarrage du restaurant de poisson berlinois Fischers Fritz. En juillet 2010, Mattagne reprend le restaurant de l’hôtel SAS dont le personnel était jusqu’alors employé par la chaîne hôtelière (en).
Le restaurant s’est toujours spécialisé dans les poissons et crustacés. Le plat Homard à la presse est célèbre, pour lequel une presse spéciale de la marque Christofle est utilisée. L’un des trois seuls exemplaires se trouve également au musée Christofle, un autre exemplaire se trouve dans le restaurant parisien de Jacques Le Divellec, professeur du chef Mattagne, et pour qui la presse à homards a été créée.

## Atelier
Il y a quelques années[Quand ?], Yves Mattagne a monté un atelier où il concevait des plats. Celui-ci fait faillite au premier semestre 2017.

## La Villa Lorraine
Depuis 2020, il est chef de cuisine du restaurant traditionnel La Villa Lorraine, où Eckart Witzigmann cuisinait dans les années 1960.

## Récompenses
- 1991 : 1re étoile Michelin
- 1997 : 2e étoile Michelin